# William F. Baker

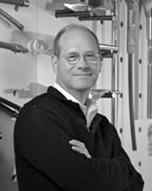
William F. Baker

William Frazier „Bill“ Baker (* 9. Oktober 1953 in Fulton, Missouri) ist ein US-amerikanischer Ingenieur. Er wurde bekannt für die Konstruktion des Burj Khalifa, dem seit März 2008 höchsten Bauwerk der Welt.
William F. Baker hat an der University of Missouri (Bachelor) und der University of Illinois (Master) studiert. 1981 trat er dem Architekturbüro Skidmore, Owings and Merrill (SOM) in Chicago bei, deren Partner er 1996 wurde.
Er ist als Experte für Hochhäuser und weitgespannte Dachkonstruktionen bekannt.
Zu seinen Bauprojekten gehört das Broadgate-Exchange House (London, 1990), der Cayan Tower in Dubai, das Trump International Hotel and Tower in Chicago, der Pearl River Tower in Guangzhou, das NATO-Hauptquartier in Brüssel, der Jay Pritzker Pavilion und die BP Pedestrian Bridge im Millennium Park in Chicago, die Raspberry Island - Schubert Club Band Shell in St. Paul (Minnesota) und der GM Renaissance Center Entry Pavilion (Detroit, 2005) und bei den Dachkonstruktionen die McCormick Place North Building Expansion (Chicago, 1986), das Korean Air Lines Operations Center (Seoul, 1995), die Korea World Trade Center Expansion (Seoul, 2000) und das Virginia Beach Convention Center (Virginia Beach, 2007). Neben John A. Ochsendorf und Philippe Block entwickelt Baker die Computer-Aided Graphic Statics (CAGS) maßgeblich weiter

Burj Khalifa

## Auszeichnungen
- 2008: Fazlur Rahman Khan Medaille des CTBUH
- 2009: Fritz-Leonhardt-Preis der Ingenieurkammer Baden-Württemberg und des Verbandes Beratender Ingenieure
- 2010: Goldmedaille der Institution of Structural Engineers
- 2010 hielt er die Annual Lecture beim Henderson Colloquium der IABSE[2] (Engineering an Idea).
- 2011: Ehrendoktor der Universität Stuttgart
- Ehrendoktor der Heriot-Watt University
- 2014 International Award of Merit in Structural Engineering

Er ist Mitglied der National Academy of Engineering und der Royal Academy of Engineering. Er ist Fellow der American Society of Civil Engineers (ASCE) und der Institution of Structural Engineers (IStructE).